# Houston Skippers
Die Houston Skippers waren eine US-amerikanische Eishockeymannschaft aus Houston, Texas. Die Mannschaft spielte in der Saison 1946/47 in der United States Hockey League.  

## Geschichte
Das Franchise wurde 1946 als Expansionsteam der United States Hockey League gegründet. In ihrer Premierenspielzeit belegte die Mannschaft den vierten und somit letzten Platz der South Division in der regulären Saison. Anschließend wurde die Mannschaft bereits wieder aufgelöst und durch die Houston Huskies ersetzt.   